# Partit Socialista de Catalunya-Reagrupament
El Partit Socialista de Catalunya-Reagrupament (PSC-R) va ser un partit polític català d'ideologia socialdemòcrata fundat per Josep Pallach.
Té el seu origen en l'ala dreta del Moviment Socialista de Catalunya (MSC), fundat a França l'any 1946. El novembre de 1974 se separa d'aquesta organització i funda el Reagrupament Socialista i Democràtic de Catalunya, que al maig de 1976 es converteix en el Partit Socialista de Catalunya-Reagrupament. La mort de Pallach a principis de 1977 provocà a una forta crisi, després de la qual Josep Verde i Aldea és escollit secretari general. Aquest es va apropar al Partit Socialista de Catalunya-Congrés (PSC-C) i a la Federació Catalana del PSOE.
A les eleccions generals de 1977 es presenta en coalició amb Convergència Democràtica de Catalunya (CDC) i altres grups nacionalistes catalans en el Pacte Democràtic per Catalunya, que obté 11 escons (d'ells 4 per al partit). Després de les eleccions, el PSC-R decideix no continuar amb la coalició mentre que els seus diputats s'integren en el Grup Mixt del Congrés (excepte Joaquim Arana i Pelegrí, que va seguir als seus excompanys del Pacte al Grup parlamentari basc-català) i canviar la seva estratègia. En els mesos següents es decanta per la convergència socialista amb el Partit Socialista de Catalunya-Congrés i la federació catalana del PSOE (si bé a l'octubre de 1977 els seus tres diputats al Congrés s'integren en la Minoria Catalana) per fundar al juliol de 1978 el Partit dels Socialistes de Catalunya. Els sectors més catalanistes s'integraren en CDC o a Esquerra Republicana de Catalunya, encara que un grup de seguidors i col·laboradors de Pallach (inclosa la seva vídua) formessin un efímer Partit Socialista Democratic.